# Ворсіхинське сільське поселення
Ворсі́хинське сільське поселення (рос. Ворсихинское сельское поселение) — муніципальне утворення у складі Сорокинського району Тюменської області, Росія.
Адміністративний центр — село Ворсіха.

## Населення
Населення — 597 осіб (2020; 650 у 2018, 749 у 2010, 893 у 2002).

## Склад
До складу поселення входять такі населені пункти:
| Населений пункт      | Населення, осіб (2002) | Населення, осіб (2010) |
| -------------------- | ---------------------- | ---------------------- |
| Вознесенка, присілок | 89                     | 51                     |
| Ворсіха, село        | 492                    | 456                    |
| Курмановка, присілок | 117                    | 96                     |
| Нефтяник, селище     | 195                    | 146                    |